# Krishnaraja Wodeyar II
Krishnaraja Wodeyar II (1728 – Shrirangapattana, 25 aprile 1766) fu maharaja di Mysore dal 1734 al 1766.
Re titolare del Regno di Mysore dal 1734 al 1766, il suo regno venne completamente dominato dai suoi dalwai (ruolo simile al siniscalco o al comandante in capo), come Devaraja Girachuri, che fu suo reggente sino a quando Krishna non raggiunse la maggiore età per governare, ed Hyder Ali, che iniziò de facto ad essere considerato governante di Mysore dal 1761 sino alla propria morte nel 1782.
Krishnaraja Wodeyar II morì nel 1766.